# Ligne 2 du métro léger de Tunis
La ligne 2 du métro léger de Tunis est une ligne du métro léger de Tunis mise en service en 1989 et qui relie la place de la République à l'Ariana.
Comme toutes les lignes, la ligne 2 est gérée par la Société des transports de Tunis, aussi connue sous le nom commercial de Transtu, entreprise publique de transport née en 2003 de la fusion entre la Société du métro léger de Tunis (SMLT fondée en 1981) et la Société nationale de transports (SNT fondée en 1963).

## Historique
Quatre ans après la création de la ligne 1, la ligne 2 est mise en service en 1989.

## Caractéristiques

### Ligne
La ligne 2 est composée de douze stations sur une longueur de douze kilomètres, faisant de la ligne 2 la ligne la plus courte après la ligne 1.
| Logo | Parcours                          | Mise en service | Dernier prolongement | Longueur en km | Nombre de stations | Matériel |
| ---- | --------------------------------- | --------------- | -------------------- | -------------- | ------------------ | -------- |
|      | Place de la République ↔ L'Ariana | 1989            | -                    | 6,2            | 12                 | Siemens  |

### Liste des stations

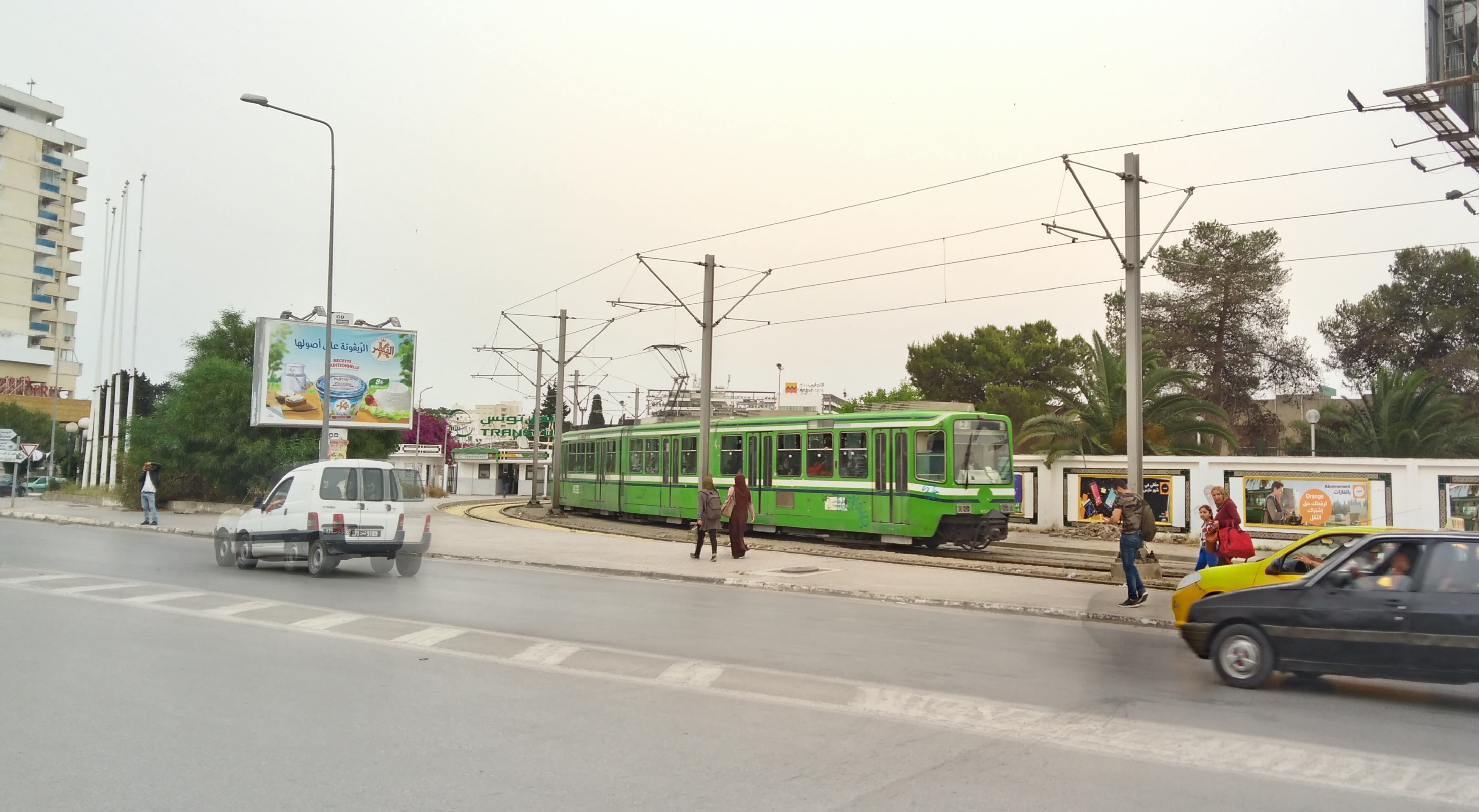
Métro à l'Ariana.

| Ligne |   | Stations                    | Coordonnées géographiques    | Délégation                 | P+R | Correspondances |
| ----- | - | --------------------------- | ---------------------------- | -------------------------- | --- | --------------- |
|       | ■ | Place de la République      | 36° 48′ 23″ N, 10° 10′ 51″ E | Bab El Bhar                |     |                 |
|       | • | Nelson-Mandela              | 36° 48′ 40″ N, 10° 10′ 57″ E | Bab El Bhar                |     |                 |
|       | • | Mohammed-V                  | 36° 48′ 57″ N, 10° 11′ 00″ E | Bab El Bhar                |     |                 |
|       | • | Palestine                   | 36° 49′ 09″ N, 10° 10′ 52″ E | Cité El Khadra             |     |                 |
|       | • | Les Jardins                 | 36° 49′ 24″ N, 10° 11′ 08″ E | Cité El Khadra             |     |                 |
|       | • | Cité El Khadra              | 36° 49′ 45″ N, 10° 11′ 25″ E | Cité El Khadra             |     |                 |
|       | • | La Jeunesse                 | 36° 50′ 00″ N, 10° 10′ 58″ E | Cité El Khadra             |     |                 |
|       | • | Cité sportive               | 36° 50′ 19″ N, 10° 10′ 55″ E | Cité El Khadra / El Menzah |     |                 |
|       | • | 10-Décembre-1984            | 36° 50′ 40″ N, 10° 11′ 04″ E | Cité El Khadra             |     |                 |
|       | • | Cité des sciences (El Fell) | 36° 50′ 49″ N, 10° 11′ 33″ E | Cité El Khadra             |     |                 |
|       | • | L'indépendance              | 36° 51′ 16″ N, 10° 11′ 45″ E | Ariana Ville               |     |                 |
|       | ■ | Ariana                      | 36° 51′ 35″ N, 10° 11′ 51″ E | Ariana Ville               |     |                 |